# Шашкевич Володимир Маркіянович
Володи́мир Маркія́нович Шашке́вич (7 квітня 1839, Нестаничі, нині Шептицького району Львівської області — 16 лютого 1885, Львів) — український письменник, народовець, освітньо-культурний діяч. Син о. Маркіяна Шашкевича.

## Життєпис
Народився 7 квітня 1839 року в с. Нестаничі, Австрійська імперія, нині Шептицького району Львівської області, Україна.
Запис у метричній книзі села Нестаничів відсутній, тому Роман Горак припускав, що Володимир Шашкевич міг народитися в селі Деревні, де проживали батьки.
Навчався у Львівському і Віденському університетах.
Наприкінці 1861 року у Львові разом з Євгеном Згарським, Теодором Заревичем, Ксенофонтом Климковичем, Данилом Танячкевичем створили «першу руську українську громадку», метою якої була популяризація національної справи серед свідомих галичан.
Деякий час письменник працював вчителем, кореспондентом віденської газети «Вѣсник» (1864), редактором львівського часопису «Русалка» (1866), мешкав у Деревні, Львові, перебиваючись тимчасовими літературними заробітками, а також працював на посадах чиновника суду (1869), урядника фінансової установи (1870).
Переборюючи тяжку недугу, долаючи важкі обставини існування, Володимир Шашкевич помер на самоті 16 лютого 1885 року у Львові. Похований у родинному гробівці недалеко від гробниці батька на Личаківському цвинтарі, поле № 3.

## Поетична діяльність
Виступав з віршами в «Зорі Галицькій» (1860), «Віснику» (1865), «Правді» (1867), «Основі» (1872), «Антології…» (1881) і читанках (1871, 1886). Автор збірок поезій «Зільник» (1863) і драми «Сила любови» (1864), що її ставили на сценах Галичини.
Поезія Шашкевича позначена впливами Тараса Шевченка й фольклору. Редактор журналів «Вечерниці» (1862—1863), «Русалка» (1866) та двох читанок для селян «Зоря» (1871—1872).
Автор перекладів творів Генріха Гайне.